# The Beatles 1967–1970
Az 1967–1970 a The Beatles 1973-ban megjelent válogatásalbuma az 1967 és 1970 között kiadott dalokból, vagyis az együttes történetének második feléből. Az 1962–1966 című válogatásalbum ugyanabban az évben megjelent "folytatása".
Az album 2023-as újrakiadott, bővített változatán helyet kapott a korábban kiadatlan és az együttes "új" végső dalának szánt Now and Then.

## Dalok
A dalok nagy részét John Lennon és Paul McCartney írta, kivétel azokat, ahol a szerzők jelölve vannak.

### Első lemez
1. "Strawberry Fields Forever"
2. "Penny Lane"
3. "Sgt. Pepper's Lonely Hearts Club Band"
4. "With a Little Help from My Friends"
5. "Lucy In The Sky With Diamonds"
6. "A Day in the Life"
7. "All You Need Is Love"
8. "I Am the Walrus"
9. "Hello, Goodbye"
10. "The Fool on the Hill"
11. "Magical Mystery Tour"
12. "Lady Madonna"
13. "Hey Jude"
14. "Revolution"

### Második lemez
1. "Back in the U.S.S.R."
2. "While My Guitar Gently Weeps" (George Harrison)
3. "Ob-La-Di, Ob-La-Da"
4. "Get Back"
5. "Don't Let Me Down"
6. "The Ballad of John and Yoko"
7. "Old Brown Shoe" (George Harrison)
8. "Here Comes the Sun"
9. "Come Together"
10. "Something" (George Harrison)
11. "Octopus's Garden" (Ringo Starr)
12. "Let It Be"
13. "Across the Universe"
14. "The Long and Winding Road"